# Barranca de Huentitán
A Barranca de Huentitán, más néven Barranca de Oblatos egy természetvédelmi terület a mexikói Guadalajara határában. Legnagyobb részét a Río Grande de Santiago folyó több száz (átlagosan 530) méter mély, meredek falú völgye teszi ki. Kedvelt turisztikai célpont, látogatása ingyenes.

## Leírás
Az 1136 hektáros terület a guadalajarai agglomeráció északkeleti részén, a Nyugati-Sierra Madre hegyei között található. A meredek falú, több száz méteres folyóvölgyben több vízesés is található, például a Cola de Caballo („lófarok”). Az 1997 óta természetvédelmi területté nyilvánított völgy két irányból közelíthető meg legkönnyebben: a városból Saltillo irányába vezető útról vagy a Tonalá és Matatlán közti útról. A legnépszerűbb turistaútvonalon, amely a Capilla („kápolna”) nevű kilátóponttól indul lefelé, minden kanyar meg van számozva, így a visszafelé, fölfelé mászók lelkileg felkészülhetnek, hogy mennyi van még hátra a fárasztó útból. A terület építményei között megtalálható egy vendéglő, három kilátó (a Huentitán, a Dr. Atl és a Függetlenség), tűzrakóhelyek, gyermekjátékok, vallási kegyhelyként szolgáló kőfülkék, egy (csak az elektromos művek dolgozói számára használható) sínes felvonó, valamint a 19. században épült, de már lebontott híres arcedianói híd 21. században újjáépített változata. Szomszédságában épült fel a Guadalajarai Állatkert is.

## Élővilág
A területnek főként a növényvilága értékes, az állatok közül lényegében csak néhány madár- és kétéltűfaj fordul elő itt. Megtalálhatók itt a Mexikóban ritka trópusi lombhullató erdőkön kívül galériaerdők és sziklán élő növénytársulások is. A fajok között előfordulnak magyaltölgyek, jonoték (Heliocarpus nemzetség), madroñók (Arbutus nemzetség), azték jegenyefenyők, a Vachellia pennatula nevű akáciák, tabachínek (Caesalpinia pulcherrima), ozoték, rekettyék, zsályák, fügekaktuszok, magnóliák és babérok is. Rendszeresen megfordulnak a völgyben a növényvilágot kutató bel- és külföldi tudósok is.